# Mycetophila insecta
Mycetophila insecta är en tvåvingeart som beskrevs av Freeman 1951. Mycetophila insecta ingår i släktet Mycetophila och familjen svampmyggor. Inga underarter finns listade i Catalogue of Life.